# Agua Blanca, San Pablo Huitzo
Agua Blanca är en ort i Mexiko.   Den ligger i kommunen San Pablo Huitzo och delstaten Oaxaca, i den sydöstra delen av landet, 300 km sydost om huvudstaden Mexico City. Agua Blanca ligger 1 736 meter över havet och antalet invånare är 161.
Terrängen runt Agua Blanca är kuperad. Runt Agua Blanca är det ganska tätbefolkat, med 230 invånare per kvadratkilometer. Närmaste större samhälle är San Pablo Huitzo, 1,9 km sydväst om Agua Blanca. I omgivningarna runt Agua Blanca växer huvudsakligen savannskog.